# Hum (Voćin)
Pour les articles homonymes, voir Hum.
Hum est un village de la municipalité de Voćin (Comitat de Virovitica-Podravina) en Croatie. Au recensement de 2011, le village comptait 90 habitants.